# 高橋百千
高橋 百千（たかはし ももち、1889年7月14日 - 1973年8月8日）は船舶交通に関する人物。
台湾総督府交通局技師として現地の方を尊重し、台湾と日本の関係良好の礎を築いた。戦後は日本モーターボート選手会が今の競艇に発展するための法整備などに尽力。

## 経歴
広島県広島市東白鳥町で生まれる。1916年（大正5年）、官立商船学校機関科（現・東京海洋大学海洋工学部）卒業。日本郵船機関士を務めた後、1917年（大正6年）逓信省管船局に入り、名古屋逓信局海事部長を経て、1940年（昭和15年）日本船用品統制副社長、1949年（昭和24年）日本船燈監査役となる。
1956年（昭和31年）日本船舶機関士協会会長、1957年（昭和32年）全国モーターボート競走施行者協議会事務局長を務める。
1963年（昭和38年）運輸省海技審議会委員。1964年（昭和39年）船舶振興ビル株式会社社長。
1967年（昭和42年）勲三等瑞宝章受章。
物理学者でアルバータ大学名誉教授の高橋康は長男。